# مشت افسانه‌ای
مشت افسانه‌ای (به انگلیسی: Fist of Legend) عنوان فیلمی هنگ کنگی به سبک رزمی به کارگردانی گوردون چان و تهیه‌کنندگی جت لی محصول سال ۱۹۹۴ میلادی می‌باشد. این فیلم با الهام از فیلم خشم اژدها با بازی بروس لی ساخته شده‌است.

## داستان
داستان فیلم مشابه داستان فیلم خشم اژدها است. البته با روایت و پایان بندی متفاوت. در این فیلم شخصیت چن زن که نقشش را جت لی بازی می‌کند، برخلاف نسخه اصلی، زنده می‌ماند.

## بازیگران
- جت لی در نقش چن زن

## نسخه نمایش خانگی
این فیلم به صورت DVD و بلوری وارد نمایش خانگی شد.